# Hoa hậu Việt Nam 2012
Hoa hậu Việt Nam 2012 là cuộc thi Hoa hậu Việt Nam lần thứ 13. Cuộc thi diễn ra từ ngày 4 tháng 12 đến 15 tháng 12 năm 2012 tại Cung thể thao Tiên Sơn, Quận Hải Châu, thành phố Đà Nẵng với chủ đề: Vẻ đẹp hội tụ và lan tỏa. Người đẹp Đặng Thu Thảo đến từ tỉnh Bạc Liêu đã đoạt ngôi vị cao nhất và được trao vương miện bởi Hoa hậu Việt Nam 2010 Đặng Thị Ngọc Hân. Đây là năm đầu tiên tân Hoa hậu Việt Nam được trao vương miện bởi đương kim Hoa hậu.

## Giải thưởng
Hoa hậu Việt Nam 2012 được trao giải thưởng chính thức 300 triệu Việt Nam đồng. Á hậu 1 nhận được số tiền là 150 triệu đồng và Á hậu 2 là 100 triệu đồng. 
Ngoài ra còn có các giải thưởng phụ như Người đẹp Tài năng, Người đẹp Biển, Người đẹp Áo dài, Người có mái tóc đẹp nhất, Người đẹp có khuôn mặt khả ái nhất. Mỗi giải sẽ nhận được phần thưởng chính thức là 30 triệu đồng.

## Kết quả

### Thứ hạng
| Kết quả                           | Thí sinh | Vị trí Quốc tế |
| Hoa hậu Việt Nam 2012             | - 306 - Đặng Thu Thảo | |
| Á hậu 1                           | - 828 - Dương Tú Anh | |
| Á hậu 2 (Miss Earth Vietnam 2012) | - 782 - Đỗ Hoàng Anh | - Tham dự – Hoa hậu Trái Đất 2012                                                                                            |
| Top 5                             | - 205 - Phan Thị Mơ | - Top 10 – Hoa hậu Châu Á tại Mỹ 2011 - Tham dự – Hoa hậu Trái Đất 2011 - Chiến thắng – Hoa hậu Đại sứ Du lịch Thế giới 2018 |
| Top 5                             | - 396 - Vũ Ngọc Anh | |
| Top 10                            | - 610 - Nguyễn Thị Xuân Trang - 211 - Ninh Hoàng Ngân - 890 - Nguyễn Thị Hà - 960 - Trương Thị Hải Vân - 138 - Nguyễn Thị Mỹ Hạnh | |

### Thứ tự công bố
| 1. Vũ Ngọc Anh 2. Nguyễn Thị Xuân Trang 3. Ninh Hoàng Ngân 4. Dương Tú Anh 5. Nguyễn Thị Hà 6. Trương Thị Hải Vân 7. Đặng Thu Thảo 8. Đỗ Hoàng Anh 9. Phan Thị Mơ 10. Nguyễn Thị Mỹ Hạnh | 1. Đỗ Hoàng Anh 2. Phan Thị Mơ 3. Dương Tú Anh 4. Đặng Thu Thảo 5. Vũ Ngọc Anh |

## Các giải thưởng phụ
| Giải phụ                           | Thí sinh                      |
| ---------------------------------- | ----------------------------- |
| Người đẹp Biển                     | - 211 - Ninh Hoàng Ngân       |
| Người đẹp Tài năng                 | - 610 - Nguyễn Thị Xuân Trang |
| Người đẹp Áo dài                   | - 396 - Vũ Ngọc Anh           |
| Người đẹp mái tóc                  | - 205 - Phan Thị Mơ           |
| Người đẹp có khuôn mặt khả ái nhất | - 306 - Đặng Thu Thảo         |
| Người đẹp có làn da đẹp nhất       | - 890 - Nguyễn Thị Hà         |

## Ban giám khảo
| Họ tên               | Danh hiệu, nghề nghiệp         | Vai trò    |
| -------------------- | ------------------------------ | ---------- |
| Dương Kỳ Anh         | Nhà thơ, nhà báo               | Thành viên |
| Lương Xuân Đoàn      | Họa sĩ                         | Thành viên |
| Lê Diệp Linh         | Bác sĩ - Tiến sĩ nhân trắc học | Thành viên |
| Bùi Bích Phương      | Hoa hậu Việt Nam 1988          | Thành viên |
| Trung Hiếu           | NSUT                           | Thành viên |
| Nguyễn Vĩnh Tiến     | Kiến trúc sư                   | Thành viên |
| Đặng Thị Phương Thảo | Nhà báo                        | Thành viên |

## Phần thi ứng xử[1]

### Đỗ Hoàng Anh
- Câu hỏi: "Bạn là một cô gái xinh đẹp, bạn thấy mình đẹp nhất khi nào?"
- Trả lời: "Là một cô gái xinh đẹp, em cảm thấy mình xinh đẹp nhất khi em được ở bên mẹ em, ở bên gia đình của em và được thể hiện những điệu múa mà em yêu thích. Em muốn được như mẹ em, một người phụ nữ xinh đẹp đã sinh ra chúng em cùng với bố của chúng em tạo nên một gia đình truyền thống, nuôi lớn chúng em, truyền cho chúng em, chắp cánh cho chúng em biết yêu thương quý trọng con người"

### Phan Thị Mơ
- Câu hỏi: "Nếu có một ngày được đến Trường Sa, bạn sẽ mang gì đến các chiến sĩ và người dân ở đó?"
- Trả lời: "Em biết rằng các chiến sĩ ở Trường Sa ở rất xa đất liền và có rất nhiều khó khăn. Nếu như một ngày em có được may mắn ra thăm các anh thì có hai thứ mang theo. Thứ nhất là lá cờ đỏ sao vàng Việt Nam, bởi đi đến đâu cũng có người Việt Nam và người Việt Nam luôn hướng về Tổ quốc. Thứ hai là em muốn mang theo trái tim của những người đất liền đến với các chiến sĩ bởi vì em muốn mang tình cảm của người dân đất liền đến với các anh, tiếp thêm niềm tin cho các anh để các anh có thể hoàn thành tốt nhiệm vụ của mình"

### Dương Tú Anh
- Câu hỏi: "Bạn nghĩ điều gì ở Đoàn Thanh niên Cộng sản Hồ Chí Minh có sức lực mạnh mẽ nhất?"
- Trả lời: "Đối với một đoàn viên, trở thành một đoàn viên sẽ đánh dấu một bước quan trọng của mỗi thanh niên Việt Nam. Bản thân em hiện nay đã là một đoàn viên, em luôn cảm thấy điều đó có sức lan tỏa nhất đó là câu khẩu hiệu: "Đâu cần thanh niên có, đâu khó có thanh niên". Trong câu khẩu hiệu đó không chỉ có sự tự tin, không chỉ thể hiện sức mạnh mà còn thể hiện tính cách của người đoàn viên đó là xông xáo không ngại những khó khăn ở bất cứ hoàn cảnh nào. Vậy nên em vô cùng tự hào để nói lên rằng: Tôi là một đoàn viên của Đoàn thanh niên cộng sản Hồ Chí Minh"

### Đặng Thu Thảo
- Câu hỏi: "Dù cuộc sống thế nào, hàng tỉ người trên thế giới vẫn thường say mê dõi theo các cuộc thi hoa hậu, vì sao?"
- Trả lời: "Từ xưa đến nay, người phụ nữ đóng một vai trò quan trọng trong cuộc sống và họ cũng được gọi là phái đẹp. Mọi người trên thế giới ai cũng say mê cái đẹp. Vì thế cuộc thi hoa hậu diễn ra nhằm tôn vinh nét đẹp hoàn thiện của người phụ nữ và nó có sức ảnh hưởng mạnh mẽ khiến mọi người quan tâm đến. Khi họ xem cuộc thi, không chỉ xem các bông hoa đồng thời cũng xem cách ứng xử, cư xử của các người đẹp. Khi cuộc thi sắc đẹp tổ chức thì tất cả mọi người đều chú ý và quan tâm."

### Vũ Ngọc Anh
- Câu hỏi: "Nếu bạn có cơ hội ra biển Mỹ Khê của Đà Nẵng – một trong những vùng biển đẹp nhất hành tinh và bỏ một thông điệp vào cái chai được thả trôi đến những người bạn quốc tế chưa quen biết nào đó, bạn sẽ viết gì vào thông điệp đó?"
- Trả lời: "Nếu có cơ hội đứng trên bờ biển Mỹ Khê, một trong những bờ biển đẹp nhất thế giới thì em sẽ gửi tới rằng: "Chào bạn, dù bạn ở đâu thì cũng luôn nhớ rằng chúng ta cùng tồn tại trong một Đại Dương. Chúng ta phải gìn giữ và bảo vệ Đại Dương"

## Các thí sinh tham dự vòng chung kết
| STT | Họ tên                 | Năm sinh | Số báo danh | Chiều cao              | Quê quán              | Thành tích                                               |
| --- | ---------------------- | -------- | ----------- | ---------------------- | --------------------- | -------------------------------------------------------- |
| 1   | Vũ Ngọc Anh            | 1990     | 396         | 1,69 m (5 ft 6+1⁄2 in) | Hà Nội                | Top 5 Người đẹp áo dài                                   |
| 2   | Đỗ Hoàng Anh           | 1994     | 792         | 1,76 m (5 ft 9+1⁄2 in) | Hà Nội                | Á hậu 2                                                  |
| 3   | Dương Tú Anh           | 1993     | 828         | 1,72 m (5 ft 7+1⁄2 in) | Hà Nội                | Á hậu 1                                                  |
| 4   | Bùi Thị Hà Anh         | 1992     | 819         | 1,73 m (5 ft 8 in)     | Hà Nội                |                                                          |
| 5   | Nguyễn Ngọc Vân Anh    | 1991     | 001         | 1,73 m (5 ft 8 in)     | Thành phố Hồ Chí Minh |                                                          |
| 6   | Nguyễn Lê Thục Châu    | 1991     | 022         | 1,69 m (5 ft 6+1⁄2 in) | Thừa Thiên Huế        |                                                          |
| 7   | Lê Phúc Hồng Châu      | 1993     | 035         | 1,72 m (5 ft 7+1⁄2 in) | Lâm Đồng              |                                                          |
| 8   | Dương Thị Dung         | 1988     | 009         | 1,77 m (5 ft 9+1⁄2 in) | Bắc Giang             |                                                          |
| 9   | Diệp Hồng Đào          | 1992     | 055         | 1,70 m (5 ft 7 in)     | Cần Thơ               |                                                          |
| 10  | Nguyễn Thị Hà          | 1988     | 890         | 1,70 m (5 ft 7 in)     | Thanh Hóa             | Top 10 Người đẹp có làn da đẹp nhất                      |
| 11  | Nguyễn Thị Mỹ Hạnh     | 1993     | 138         | 1,71 m (5 ft 7+1⁄2 in) | Bến Tre               | Top 10                                                   |
| 12  | Trần Thị Bích Hằng     | 1993     | 115         | 1,70 m (5 ft 7 in)     | Tiền Giang            |                                                          |
| 13  | Đặng Thị Lệ Hằng       | 1993     | 126         | 1,73 m (5 ft 8 in)     | Đà Nẵng               |                                                          |
| 14  | Nguyễn Thị Thu Hương   | 1990     | 281         | 1,76 m (5 ft 9+1⁄2 in) | Bắc Ninh              |                                                          |
| 15  | Thiều Thị Linh         | 1992     | 907         | 1,70 m (5 ft 7 in)     | Thanh Hóa             |                                                          |
| 16  | Nguyễn Thùy Linh       | 1990     | 937         | 1,71 m (5 ft 7+1⁄2 in) | Hà Nội                |                                                          |
| 17  | Hoàng Diệu Linh        | 1992     | 980         | 1,68 m (5 ft 6 in)     | Vĩnh Phúc             |                                                          |
| 18  | Phan Thị Mơ            | 1990     | 205         | 1,72 m (5 ft 7+1⁄2 in) | Tiền Giang            | Top 5 Người đẹp mái tóc                                  |
| 19  | Ninh Hoàng Ngân        | 1990     | 211         | 1,74 m (5 ft 8+1⁄2 in) | Thành phố Hồ Chí Minh | Top 10 Người đẹp biển                                    |
| 20  | Ngô Bích Ngọc          | 1989     | 706         | 1,75 m (5 ft 9 in)     | Hà Nội                |                                                          |
| 21  | Nguyễn Thị Tuyết Ngọc  | 1992     | 219         | 1,69 m (5 ft 6+1⁄2 in) | Thành phố Hồ Chí Minh |                                                          |
| 22  | Trương Thị Quỳnh Như   | 1993     | 230         | 1,67 m (5 ft 5+1⁄2 in) | Đà Nẵng               |                                                          |
| 23  | Lê Thị Kim Oanh        | 1992     | 649         | 1,77 m (5 ft 9+1⁄2 in) | Hà Nội                |                                                          |
| 24  | Phan Hà Phương         | 1993     | 810         | 1,77 m (5 ft 9+1⁄2 in) | Hà Nội                |                                                          |
| 25  | Trần Thị Hoài Phương   | 1992     | 342         | 1,73 m (5 ft 8 in)     | Hà Nội                |                                                          |
| 26  | Vương Thu Phương       | 1991     | 836         | 1,77 m (5 ft 9+1⁄2 in) | Hà Nội                | Bị loại do vi phạm quy chế                               |
| 27  | Nguyễn Thanh Thảo      | 1994     | 189         | 1,73 m (5 ft 8 in)     | Phú Thọ               |                                                          |
| 28  | Phạm Thị Phương Thảo   | 1992     | 262         | 1,68 m (5 ft 6 in)     | Bến Tre               |                                                          |
| 29  | Đặng Thu Thảo          | 1991     | 306         | 1,73 m (5 ft 8 in)     | Bạc Liêu              | Hoa hậu Việt Nam 2012 Người đẹp có khuôn mặt khả ái nhất |
| 30  | Nguyễn Thu Thảo        | 1992     | 315         | 1,68 m (5 ft 6 in)     | Thành phố Hồ Chí Minh |                                                          |
| 31  | Nguyễn Thị Minh Thu    | 1990     | 559         | 1,70 m (5 ft 7 in)     | Thừa Thiên Huế        |                                                          |
| 32  | Nguyễn Thị Thanh Thùy  | 1991     | 338         | 1,69 m (5 ft 6+1⁄2 in) | Vĩnh Long             |                                                          |
| 33  | Nguyễn Thị Huyền Trang | 1989     | 954         | 1,67 m (5 ft 5+1⁄2 in) | Hải Phòng             |                                                          |
| 34  | Nguyễn Thị Thùy Trang  | 1993     | 526         | 1,66 m (5 ft 5+1⁄2 in) | Tiền Giang            |                                                          |
| 35  | Nguyễn Thị Xuân Trang  | 1993     | 610         | 1,69 m (5 ft 6+1⁄2 in) | Đà Nẵng               | Top 10 Người đẹp tài năng                                |
| 36  | Dương Tuyết Trinh      | 1988     | 530         | 1,69 m (5 ft 6+1⁄2 in) | Hà Nội                |                                                          |
| 37  | Nguyễn Thị Truyền      | 1990     | 569         | 1,65 m (5 ft 5 in)     | Bắc Ninh              |                                                          |
| 38  | Trương Thị Hải Vân     | 1988     | 960         | 1,66 m (5 ft 5+1⁄2 in) | Gia Lai               | Top 10                                                   |
| 39  | Trần Bảo Vy            | 1992     | 808         | 1,78 m (5 ft 10 in)    | Tiền Giang            |                                                          |
| 40  | Võ Hoàng Yến           | 1992     | 235         | 1,70 m (5 ft 7 in)     | Nghệ An               |                                                          |

## Thông tin thí sinh
- Đặng Thu Thảo: Đăng quang Hoa khôi Đồng bằng Sông Cửu Long 2012, được mời làm đại diện Việt Nam tại Hoa hậu Thế giới 2013 và 2014 nhưng từ chối vì lý do cá nhân.
- Đỗ Hoàng Anh: Đại diện Việt Nam tại Hoa hậu Trái Đất 2012 nhưng không có thành tích gì.
- Phan Thị Mơ: Hiện là diễn viên, người mẫu, Top 5 Hoa hậu Thế giới người Việt 2010, Đăng quang Hoa khôi Miệt vườn 2010, Top 10 Hoa hậu Châu Á tại Mỹ 2011, Đại diện Việt Nam tham gia Hoa hậu Trái Đất 2011 nhưng không có thành tích gì, Đăng quang Hoa hậu Đại sứ Du lịch Thế giới 2018 cùng giải phụ "Best in Tourism Dress".
- Trương Thị Hải Vân: Top 15 Hoa hậu Các dân tộc Việt Nam 2011.
- Nguyễn Thị Thanh Thùy: Á khôi 1 Hoa khôi Đồng bằng Sông Cửu Long 2012.
- Trần Bảo Vy: Top 20 Hoa khôi Đồng bằng Sông Cửu Long 2012.
- Vũ Ngọc Anh: Top 5 Hoa hậu Thế giới người Việt 2007.
- Vương Thu Phương: Top 12 Siêu mẫu Việt Nam 2010 cùng giải phụ Siêu mẫu ăn ảnh, Giải Vàng Siêu mẫu Việt Nam 2011.
- Đặng Thị Lệ Hằng: Top 18 Hoa hậu các dân tộc Việt Nam 2013, Quán quân Elite Model Look Vietnam 2014, Đại diện Việt Nam tham gia Elite Model Look International 2014 nhưng không có thành tích gì, Á hậu 2 Hoa hậu Hoàn vũ Việt Nam 2015, Đại diện Việt Nam tham gia Hoa hậu Hoàn vũ 2016 nhưng không có thành tích gì, cố vấn chuyên môn tại Hoa hậu Hoàn vũ Việt Nam 2017, Quán quân Cuộc đua kỳ thú 2019 cùng Hoa hậu Hoàn vũ Việt Nam 2017 H'Hen Niê.
- Phạm Thị Phương Thảo: Người đẹp Phụ nữ thời đại qua ảnh 2014.
- Diệp Hồng Đào: Top 20 Hoa khôi Đồng bằng Sông Cửu Long 2012 cùng giải phụ Người đẹp ảnh và Người đẹp áo dài.
- Nguyễn Thị Hà: Top 42 Hoa hậu Thế giới người Việt 2010, Nhận vai chính Na trong bộ phim Hoa cỏ may (phần 3).
- Dương Thị Dung: Top 30 Hoa khôi Thể thao Việt Nam 2012, Top 12 Vietnam's Next Top Model 2011.
- Ninh Hoàng Ngân: Top 15 Hoa hậu Thế giới người Việt 2010 cùng giải phụ "Người đẹp Thời trang".
- Nguyễn Thị Tuyết Ngọc: Top 5 Hoa khôi Đồng bằng Sông Cửu Long 2012, Top 45 Hoa hậu Hoàn vũ Việt Nam 2015.

## Dự thi quốc tế
| Cuộc thi                           | Tên              | Danh hiệu | Thứ hạng                      | Giải thưởng đặc biệt    |
| ---------------------------------- | ---------------- | --------- | ----------------------------- | ----------------------- |
| Miss Asia USA 2011                 | Phan Thị Mơ      | Top 5     | Top 10                        | Không                   |
| Miss Earth 2011                    | Phan Thị Mơ      | Top 5     | Không đạt giải                | Không                   |
| World Miss Tourism Ambassador 2018 | Phan Thị Mơ      | Top 5     | World Miss Tourism Ambassador | Best in Tourism Dress   |
| Miss Earth 2012                    | Đỗ Hoàng Anh     | Á hậu 2   | Không đạt giải                | Không                   |
| Elite Model Look 2014              | Đặng Thị Lệ Hằng | Top 40    | Không đạt giải                | Top 12 National Costume |
| Miss Universe 2016                 | Đặng Thị Lệ Hằng | Top 40    | Không đạt giải                | Top 12 National Costume |